# 下莫登
下莫登（法語：Niedermodern，发音：[nidəʁmodəʁn]），或纯音译作尼德莫登，是法国下莱茵省的一个市镇，属于阿格诺-维桑堡区（Haguenau-Wissembourg）和赖什索芬县（Reichshoffen）。该市镇总面积4.39平方公里，2009年时的人口为809人。

## 地名
该地名Niedermodern来源于德语，前缀“Nieder-”在德语中意为“下”，且上莫登-楚岑多夫（Obermodern-Zutzendorf，前缀“Ober-”在德语中意为“上”；此地或纯音译作“欧伯莫登-楚岑多夫”）位于该地以西5千米处。

## 人口
下莫登人口变化图示